# 애니를 위하여
《애니를 위하여》(영어: Decoding Annie Parker)는 2013년 개봉한 미국의 드라마 영화이다. 스티븐 번스틴이 연출했고, 서맨사 모턴, 헬렌 헌트 등이 출연하였다. 유방암 극복과 유방암 유전자 BRCA1 규명 과정을 소재로 삼았으며, 애니 파커라는 여성의 사연을 중심으로 진행된다.

## 출연
- 서맨사 모턴 - 애니 파커 역
- 헬렌 헌트 - 메리클레어 킹 역
- 에런 폴 - 폴 역
- 러시다 존스 - 킴 역
- 리처드 시프 - 앨런 씨 역
- 브래들리 휫퍼드 - 마셜 파커 역
- 밥 건턴 - 벤턴 의사 역
- 앨리스 이브 - 루이즈 역
- 매기 그레이스 - 세라 역
- 코리 스톨 - 숀 역
- 벤 매켄지 - 톰 역
- 머게이나 토바 - 엘런 역
- 제임스 터퍼 - 스티브 역
- 케이트 미쿠치 - 레이철 역
- 스펜서 개릿 - 데이비드 역
- 말리 셸턴 - 조앤 파커 역
- 로버트 파인 - 프랭크 역
- 크리스 멀키 - 랠프 파커 역